# Mateo Zaforteza Musoles
Mateo Zaforteza Musoles (Palma de Mallorca, Islas Baleares, España, 1886 - 1961) fue un político y militar español, alcalde de Palma de Mallorca entre los años 1936 y 1939 y fiscal jefe del Ejército de Levante. 
Nació en el seno de una familia aristocrática; su padre era el conde de Olocau y su madre descendía del linaje valenciano de los Musoles. Estudió primero en el colegio de los jesuitas de Valencia y después la carrera de Derecho. Ingresó en el Cuerpo Jurídico del Ejército y en 1914 era teniente auditor de tercera. Fue destinado a la auditoría de guerra de las Islas Baleares y, en 1930, a la auditoría del ejército en el Marruecos español. Un año más tarde pasó a la reserva, con residencia en Palma de Mallorca, y al inicio de la Guerra Civil fue nombrado alcalde. Ostentó este cargo hasta el mes de marzo de 1939, cuando fue nombrado fiscal jefe del Ejército de Levante. En 1946, era coronel auditor destinado en la secretaría de justícia de la Capitanía General de Baleares. Falleció en Palma de Mallorca a los 75 años.

| Predecesor: Emilio Darder | Alcalde de Palma de Mallorca 1936-1939 | Sucesor: Gabriel Riera Alemany |